# Jete
Jete ist eine Gemeinde in der Provinz Granada im Südosten Spaniens mit 995 Einwohnern (Stand: 2024). Die Gemeinde liegt in der Comarca Costa Tropical.

## Geografie
Die Gemeinde grenzt an die Gemeinden Almuñécar, Los Guájares, Ítrabo, Lentegí und Otívar.

## Geschichte
Die Region Costa Tropical, in der sich die heutige Gemeinde befindet, spielte eine herausragenden Rolle im Handel während der Zeit der Ausbreitung der ersten Zivilisationen des Mittelmeerraum. Sie erlebte eine weitere Blüte in der Zeit von Al-Andalus. Nach der Vertreibung der Morisken verödete die Gegend. Heute lebt sie von Tourismus und Landwirtschaft.

## Wirtschaft
Aufgrund des milden subtropischen Klimas ist in Jete, anders als im überwiegenden Rest Spaniens und Europas, der Anbau von landwirtschaftlichen Kulturen wie Mangos, Avocados und Cherimoyas möglich. Die Cherimoyasorte Fino de Jete ist nach der Gemeinde benannt und bildet die Hauptsorte im spanischen Anbau der Costa Tropical und Costa del Sol; es existiert die geschützte Ursprungsbezeichnung für Cherimoyas der Sorte Fino de Jete aus der Region als Chirimoya de la Costa Tropical de Granada-Málaga.